# 三遊亭百生
三遊亭 百生（さんゆうてい ひゃくしょう）は落語の名跡。現在は空き名跡（2025年10月に三遊亭鯛好が3代目を襲名予定）。

## 初代
初代 三遊亭 百生（生没年不詳）は落語家。本名未詳。
3代目三遊亭圓生に入門して初代三遊亭圓輔を名乗るが、後の4代目三遊亭圓生門下に移り百生と改名した。
後の幇間に転向し、吉原で活動していた桜川平喜の門下に入り松廼家喜作と名乗ったという。しかし、この喜作が4代目圓生門下の百生だったということははっきりしているものの、元圓輔の百生とは同一人物ではない可能性もある。そうなると百生が3人いたことになるが、元梅團治の百生は一般的に2代目と知られている。
新橋で幇間をしていた桜川梅寿がこの喜作の後身であるとも言われている。梅寿は昭和50年代まで長生きしたようなので、もしそうであるならば元圓輔の百生と同一人物とは考えにくくなる（3代目圓生は1881年に亡くなっている）。詳細は不明。

## 2代目
2代目 三遊亭 百生（1895年10月3日 - 1964年3月31日）は、大阪市南区（現：中央区）二ツ井戸出身の上方落語家。落語協会に所属していた。本名∶小河 真之助。出囃子は『都囃子』又は『野崎』。通称「ガーヤン」。
1920年ごろまで大阪で落語家をしており、戦後のゴタゴタを経て、東京の落語家として復活。東京でも大阪でも上方落語を演じ続けた。

### 経歴
9歳の時に父と死別し、一家は離散し極貧生活を送る。生活の糧のために夜店で茶碗売りをしていた。最初は初代笑福亭圓篤の門下の笑福亭篤次郎の門下で小篤と名乗る。篤次郎の勧めで初代桂文我の一座に入り、改めて1911年に初代桂文我に入門、桂我蝶を名乗る。後に我朝と改字。
富士正晴著『桂春団治』によれば、1916年頃、兄弟子初代桂春団治のもとで内弟子となり、桂我團治と改名。1920年、師匠・春団治が浪花派の経営に失敗して破産する前後に我團治は落語家生活が嫌になり、女義太夫をしていた妻・八廣を大阪に残したまま満洲に渡り、幇間になった。その際の旅費を作るため、妻・八廣は芸妓となったが、師匠・春団治が借金をすべて肩代わりし、再び八廣を「お蝶」という名で女道楽として寄席に呼び戻し、満洲の我團治には、その旨を手紙で報せてやったという。明記はされていないが、これは後の百生本人からの聞き取りのようである。また、5代目桂文枝『あんけら荘夜話』によれば、百生は新京で4代目桂文枝の世話になっていたという。4代目文枝が満洲へ渡ったのは1932年であるから、その年以降に百生は新京にいたことになる。
一方、『古今東西落語家事典』（項の執筆は8代目都家歌六）によると、1918年に上京し、7代目翁家さん馬の門下でさん助を名乗る。1920年にいったん帰阪。それから再度上京し、敬愛していた5代目三遊亭圓生を頼り、桃多樓團語と改名するが、2年後に妻を亡くしたため、一時落語を廃業し青島に渡るとある。また、この事典の「4代目桂文枝」の項には、文枝は青島に渡って舞踊の師匠として活躍した、とある。しかし、上記の説とは大きく食い違う。
いずれにせよ、我團治は幇間をして金を貯め、自身の愛称から「ガーヤン」と名づけたカフェを開いたという。また、戦争が激しくなった後は洋服問屋に転向したという。稼ぎも増え、現地の顔役となるが敗戦により全財産を失い、1945年12月に帰国した。
帰国後、3代目桂梅團治を襲名するが、戎橋松竹での出番を貰えないなど、思うような活動ができない状態となり「上方落語に将来はない」と見切りを付け、いったん東京へ出たが、事業で失敗し帰阪。心斎橋筋の路上で闇屋をやっているのを5代目圓生の義息6代目三遊亭圓生に発見される。6代目圓生が東京に強く招来し、1952年以降6代目圓生の身内（形式的な弟子）となる。なお、5代目三遊亭圓楽の著書によると、圓楽ら圓生の弟子たちは2代目のことを年齢差が大きく、また圓生の要請で上京した事情から先輩落語家を指す一般的な「兄さん」とは呼ばず、「おじさん」と呼んでいた。そして、落語協会所属の落語家として、東京の寄席で上方落語を演じた。
桂小南（初代は同様に東京の上方落語家だった）の2代目を襲名させるという予定があった。しかし4代目月の家圓鏡が、7代目橘家圓蔵への襲名が桂小南との名前の交換であったことに不平を訴えたため、6代目圓生が桂小南の名前を8代目桂文楽に返却したことにより実行されなかった。1954年3月に2代目三遊亭百生を襲名した。三遊亭の由緒ある名である。しかし当時の落語家にはショッキングな名だったようで、圓生の「天敵」だった4代目鈴々舎馬風に「東京へ来てヒャクショウ（百姓）になったのはあの人だけだ」とよくイジられていたという。
初代春団治譲りのアクの強い芸風であったがサービス満点の明るさを持ち、またマスコミの発達で東京の客に大阪弁が通用する時代となり人気を博した。落語芸術協会の2代目桂小文治とともに東京に上方落語を広めた功績は大きい。上方色の濃厚な落語は当時の寄席関係者にも高く評価され、7代目立川談志は、百生の高座を聞いて上方落語の素晴らしさに開眼したと証言している。
後に文化放送の専属となり、いよいよこれからという時であったが、百生襲名からわずか10年後に肺癌のため亡くなった。享年68。
得意ネタは『三十石』『皿屋敷』『宿替え』『池田の猪買い』『船弁慶』『小倉船』『八五郎坊主』『夢八』『へっつい盗人』『天王寺詣り』など。かつてアポロンからカセットテープで文化放送の音源が発売されていた。

### 弟子
- 三遊亭百助
- 3代目桂文我
- 三遊亭扇生

多くの上方の落語家を世話している。2代目桂枝雀は百生の語り口が好きで、枝雀の十八番ネタの一つであった『宿替え』は百生の口演テープをもとにしたものと述べている。3代目桂春団治は1959年に桂春団治を襲名の際に東京で襲名披露興行を行うにあたって自宅に招かれ世話になった、他にも2代目露の五郎兵衛も東京での出番がある際は自宅に招かれている。
また、小島功の4コマ漫画『仙人部落』がアニメ化された際には、「仙人」の役を担当した。
笑福亭鶴光は著書で、百生が「笑福亭鶴光」を名乗った時期があるという伝聞を記しているが、事実関係は不明である。

### 発表音源
- NHK落語名人選(75) 二代目 三遊亭百生 天王寺詣り・貝の村・船弁慶  （POCN-1115）

文化放送の配信サービス「らくごのブンカ」でも配信している。

#### 過去
- 三遊亭百生落語集（日本コロムビア、FW-7095～7097）
- 落語名人撰（カセットテープ、アポロン音楽工業、1981年、KSZ-2057、58）

## 3代目
三遊亭鯛好が2025年10月より真打昇進とともに本名跡を襲名する予定。